# Yamagata (Gifu)
Pour les articles homonymes, voir Yamagata (homonymie).
Yamagata (山県市, Yamagata-shi) est une ville de la préfecture de Gifu, au Japon.

## Géographie

### Localisation
Yamagata est située dans le sud-ouest de la préfecture de Gifu, au nord de la ville de Gifu.

### Démographie
Au 1er juin 2016, la population de Yamagata s'élevait à 26 822 habitants répartis sur une superficie de 221,98 km2. En septembre 2023, elle était estimée à 25 299 habitants.

### Climat
La ville a un climat subtropical humide caractérisé par des étés chauds et humides et des hivers doux. La température moyenne annuelle est de 15,2 °C. La pluviométrie annuelle moyenne est de 2 086 mm, septembre étant le mois le plus humide.

## Histoire
Yamagata a été officiellement créée le 1er avril 2003 de la fusion des anciens bourgs de Miyama et Takatomi avec l'ancien village d'Ijira.

## Jumelage
- Florence (Oregon) (États-Unis)[3]